# Cícero Bastos Monteiro
Cícero Bastos Monteiro (Rio de Janeiro, 15 de junho de 1913 – Rio de Janeiro, 25 de setembro de 1982) foi um médico brasileiro.
Foi eleito membro da Academia Nacional de Medicina em 1956, sucedendo Francisco de Castro Araújo na Cadeira 35, que tem José Thompson Mota como patrono.